# Museo Liberace

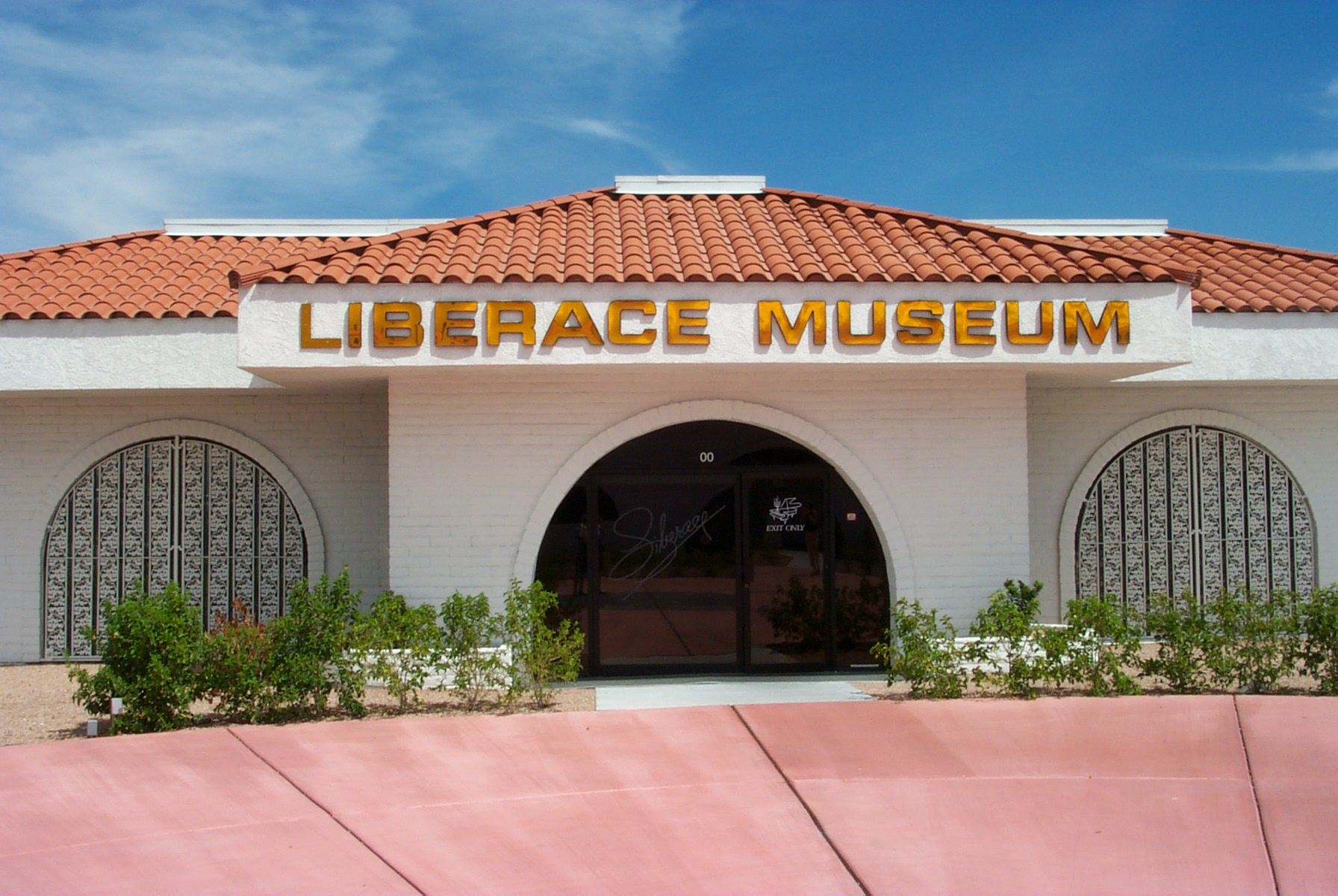
El Museo Liberace

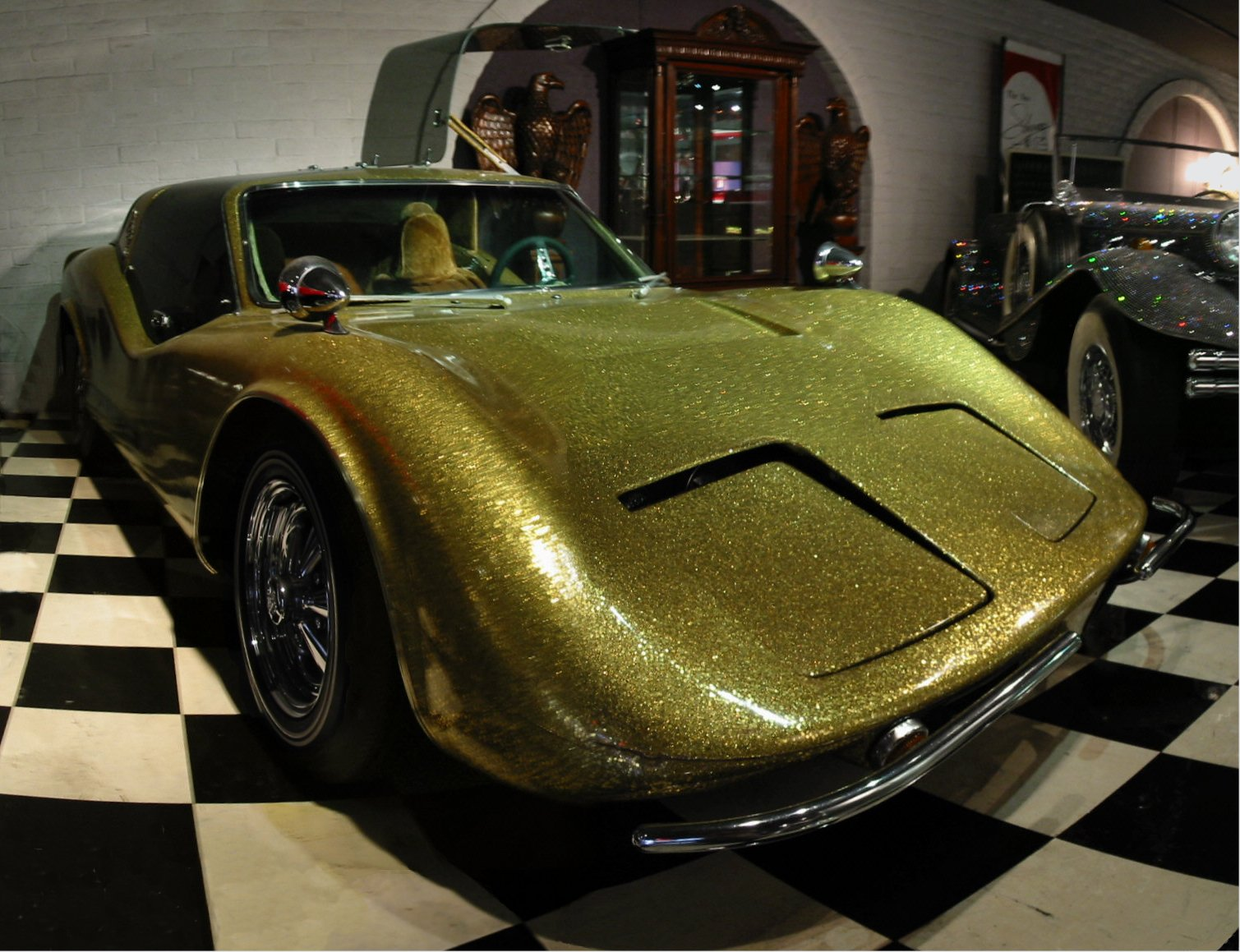
El automóvil Bradley GT, de 1972, con acabado metálico dorado y emblemas plateados a los costados.

El Museo Liberace está localizado en Paradise, Nevada, Estados Unidos, y alberga el vestuario, la joyería, los automóviles, los pianos decorados en gran medida y las menciones de los numerosos actos filantrópicos del pianista Wladziu Valentino Liberace, más conocido como Liberace.
El museo se inauguró el 15 de abril de 1979. Sin ánimo de lucro, otorga fondos para la Fundación Liberace para las Artes Escénicas y Creativas (Liberace Foundation for the Performing Arts).
Se encuentra cerrado desde el domingo 17 de octubre de 2010.